# Прјецо-Сомпријецо (Бреша)
Прјецо-Сомпријецо је насеље у Италији у округу Бреша, региону Ломбардија. 
Према процени из 2011. у насељу је живело 89 становника. Насеље се налази на надморској висини од 490 м.